# Mike O'Koren
Michael F. « Mike » O'Koren, né le 7 février 1958 à Jersey City, New Jersey, est un ancien joueur professionnel américain de basket-ball ayant évolué au poste d'ailier.

## Biographie
Après avoir passé sa carrière universitaire dans l'équipe des Tar Heels de la Caroline du Nord, il a été drafté en 6e position par les Nets du New Jersey lors de la Draft 1980 de la NBA.